# Agonita apicipennis
Agonita apicipennis es un insecto coleóptero de la familia Chrysomelidae.
Fue descrita científicamente por primera vez en 1869 por Baly.